# Eupithecia drypidaria
Eupithecia drypidaria là một loài bướm đêm trong họ Geometridae.